# Birtjärnsberget
Birtjärnsberget är ett naturreservat kring toppen och östra sidan av berget med samma namn i Vansbro kommun i Dalarnas län.
Området är naturskyddat sedan 1973 och är 58 hektar stort. Reservatet består av gammal barrblandskog.